# Bivonaea
Bivonaea és un gènere de plantes endèmic de la regió mediterrània que té una única espècie acceptada i pertany a la família Brassicaceae. El gènere només el forma una sola espècie.
Algunes espècies que s'havien classificat dins d'aquest gènere ara són part del gènere Ionopsidium (Bivonaea abulensis, Bivonaea albiflora, Bivonaea praecox, Bivonaea prolongoi, Bivonaea saviana).

## Taxonomia
- Bivonaea lutea